# Кохов, Николай Иванович
Никола́й Ива́нович Ко́хов (19 декабря 1915 [1 января 1916], Сержевка, Пензенская губерния — 18 мая 2004, Ульяновск) — советский государственный и политический деятель, председатель Ульяновского областного сельского исполнительного комитета (1962—1964).

## Биография
Родился в Сержевке Пензенской губернии 19 декабря 1915 (1 января 1916) года. В 1927 году окончил Ивановскую начальную школу, в 1931 — школу колхозной молодёжи, затем в школе ФЗО завода № 50 им. Фрунзе (Пенза) получил квалификацию слесаря-лекальщика.
С 1934 года, окончив Оренбургскую школу автотракторных механиков, работал механиком Павловской машинно-тракторной станции. С мая 1935 года — заместитель главного механика, старший механик Чириковской машинно-тракторной станции (Кузоватовский район), с 1939 — директор Кузоватовской машинно-тракторной мастерской. Член ВКП(б) с 1940 года.
С июля 1941 года — заведующий Кузоватовским районным земельным отделом. С марта 1943 года — главный инженер, с июля 1943 — заместитель по механизации начальника Ульяновского областного земельного отдела; отвечал за поставку фронту сельскохозяйственной продукции, исправность машинно-тракторного парка и обеспечение села кадрами механизаторов.
С января 1947 — первый заместитель начальника Ульяновского областного управления сельского хозяйства, с апреля 1947 по 1948 год — начальник Управления машинно-тракторных станций, заместитель начальника Ульяновского областного управления сельского хозяйства. В 1951 году окончил Высшую партийную школу при ЦК ВКП(б).
С 1951 по 1960 год — начальник Ульяновского областного управления сельского хозяйства (в 1953 непродолжительное время — первый заместитель начальника Ульяновского областного управления сельского хозяйства и заготовок; в связи с реорганизацией).
С 1957 года — заместитель, с 1960 — первый заместитель председателя Исполнительного комитета Ульяновского областного Совета; одновременно (с 1960) — начальник Ульяновского областного колхозно-совхозного управления производства и заготовок сельскохозяйственных продуктов.
С декабря 1962 по 16 декабря 1964 года — председатель Исполнительного комитета Ульяновского сельского областного Совета, затем — первый заместитель председателя Исполнительного комитета Ульяновского областного Совета.
В 1971—1981 годы — председатель Ульяновской областной плановой комиссии; под его руководством были разработаны планы наиболее рационального использования земельных площадей, что способствовало повышению урожайности зерновых в среднем до 24,5 ц/га, проведена работа по изысканию местных материалов для строительства крытых токов и зернохранилищ.
Избирался депутатом Верховного Совета РСФСР 6-го созыва; членом бюро обкома КПСС и членом исполкома областного Совета депутатов трудящихся.
Умер 18 мая 2004 года в Ульяновске, похоронен на Северном (Ишеевском) кладбище.

## Награды и признание
- два ордена Трудового Красного Знамени[1]
- орден «Знак Почёта»[1]
- медаль «За трудовую доблесть»
- Заслуженный экономист РСФСР (1981)[3]
- Почётный гражданин Ульяновской области (1998)[3][8].

## Память
Личный фонд Н. И. Кохова хранится в Государственном архиве новейшей истории Ульяновской области.

## Комментарии
1. 1 2  Деревня Сергиевка (Графка)[4] входила в состав Чернцовской волости Пензенского уезда, с 25.12.1943 по 1956 год — в Кучкинский район[5] Пензенской области. Упразднена решением Пензенского облисполкома от 17.9.1975[6]; ныне — территория Пензенского района.
2. ↑  По другим данным[1], скончался в 1998 году.
3. ↑  По другим данным[7] — с 1933 года.
4. ↑    Государственный архив новейшей истории Ульяновской области. Ф. 6134. Оп. 1. Д. 1. Л. 1, 2.[9]